# سنجاب شکم‌قرمز
سنجاب شکم‌قرمز (نام علمی: Rubrisciurus rubriventer) نام یک گونه از تیره سنجاب است.